# Bahía de Santiago de Cuba
Bahía de Santiago de Cuba är en vik i Kuba.   Den ligger i provinsen Provincia de Santiago de Cuba, i den sydöstra delen av landet, 800 km sydost om huvudstaden Havanna.